# Фриденштайн
Замок Фриденштайн (нем. Schloss Friedenstein) — раннебарочный замок-дворец, расположенный в немецком городе Гота в федеральной земле Тюрингия.
Массивное здание, возведённое на месте разрушенного в 1567 году замка Гримменштайн, считается крупнейшим замком Германии XVII века.
В настоящее время здесь располагается целый ряд культурных и музейных учреждений:
Замковый музей (нем. Schlossmuseum),
Исторический музей (нем. Historisches Museum),
Зоологический музей (нем. Museum der Natur),
научная библиотека (нем. Forschungsbibliothek Gotha) и
исследовательский центр Эрфуртского университета,
Тюрингенский государственный архив (нем. Thüringisches Staatsarchiv Gotha) и
театр имени Экхофа (нем. Ekhof-Theater).

## История
Возведение Фриденштайна теснейшим образом связано с именем герцога Эрнста Благочестивого, унаследовавшего власть в Готе в 1640 году после раздела Саксен-Веймарского герцогства и основавшего Саксен-Гота-Альтенбургскую династию Веттинов.
Своё название замок при этом получил, видимо, из-за стремления Эрнста I утвердить мир на своих территориях, что в ознаменование заключения Вестфальского мира (1648) было символически подчёркнуто установлением на северном портале замкового камня с изображением символа мира (нем. Friedenskuss).
Закладка новой герцогской резиденции на фундаментах находившегося здесь ранее замка Гримменштайн состоялась уже 26 октября 1643 года. Строительными работами по планам Каспара Фогеля (нем. Caspar Vogel, ок. 1600—1663) руководил Андреас Рудольф (1601—1679); в 1654 году работы были в целом завершены.
Удивляющий своими размерами замок должен был служить не только репрезентативным целям герцогского двора, но вмещал также церковь, монетный двор, правительственные учреждения, арсенал и многочисленные подсобные и хозяйственные помещения.
В последующие годы (до 1672 года) здесь были проведены обширные фортификационные работы, превратившие замок в фактически неприступную крепость.
В конце XVIII—начале XIX веков окружавшие замок бастионы были срыты, и на их месте был разбит ландшафтный парк. В этот же период — в правление Эрнста II — в Фриденштайне были обустроены обсерватория, физический кабинет и придворный театр под руководством Конрада Экхофа, расширены художественные собрания и дворцовая библиотека.
Что касается внутреннего убранства, особую культурную и историческую ценность представляют, в частности, уникальные штукатурные работы герцогских покоев в северном крыле замка работы Самуэля и Иоганна Петера Руста, а также Джованни Каровери.
В архитектурный комплекс замка-резиденции входят летний дворец Фридрихсталь и здание Герцогского музея, возведённые в начале XVIII и в конце XIX веков. Герцогский музей, открытый Эрнстом II Саксен-Кобург-Готским в 1879 году, вмещает художественное собрание герцогов Готы и до сих пор по праву обладает одной из ценнейших коллекций искусства в Германии, включая, кроме прочего, работы Лукаса Кранаха, Франса Халса, Антониса ван Дайка, Яна Брейгеля, Ганса Гольбейна и Жана-Антуана Гудона. Шедевром коллекции считается средневековая живописная работа, известная как «Влюблённые из Готы» (нем. Gothaer Liebespaar), созданная неизвестным мастером около 1480 года.
Период Второй мировой войны ознаменовался для замка Фриденштайн рядом существенных перемен и, прежде всего, потерь: так, в казематах замка было обустроено бомбоубежище для жителей Старого города Готы. В ходе авианалётов союзной авиации в 1944 году пострадали парковый ландшафт и ряд хозяйственных построек. В апреле 1945 года — после сдачи города Третьей армии США — частичному разграблению подверглась художественная коллекция музея; её сохранившиеся фонды, вместе с библиотекой и коллекцией монет, были в июле того же года — с переходом Готы под контроль Красной армии — реквизированы советским военным командованием и вывезены в 1946 году в Советский Союз. В 1958—1959 годах удалось, однако, добиться возвращения значительной части коллекции. В 1965 году в замке проводились обширные ремонтно-реставрационные работы, в ходе которых были утрачены интерьерные решения рубежа XIX—XX веков.

### Кража картин из замка Фриденштайн
В ночь с 13 на 14 декабря 1979 года из замка были украдены пять ценных картин: Франса Халса (Портрет молодого человека), Антониса ван Дейка (Автопортрет с подсолнухом), Яна Ливенса (Старик), Яна Брейгеля Старшего (Проселочная дорога с крестьянскими повозками и коровами) и Ганса Гольбейна Старшего (Святая Екатерина). Группа следователей криминальной полиции ГДР хотя и провела расследование, но оно оказалось безрезультатным. В декабре 2019 года было объявлено, что пять картин снова появились. Судя по всему, они были украдены в 1979 году машинистом Руди Бернхардтом, жертвой Штази, который тем самым хотел расквитаться с властями.
С 2004 года замок и прилегающие к нему парки находятся в ведении фонда нем. Stiftung Thüringer Schlösser und Gärten.

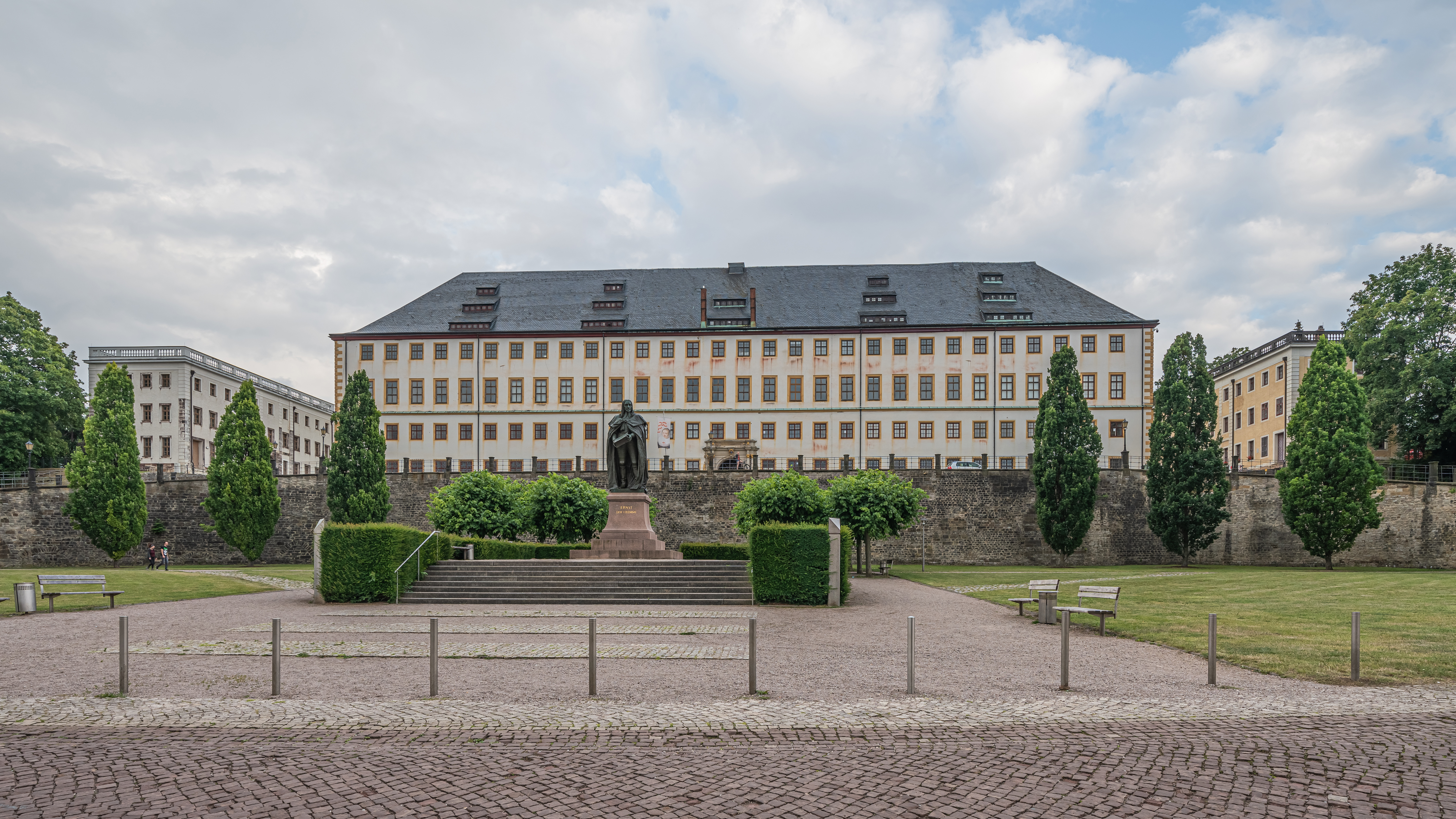
Северный фасад замка
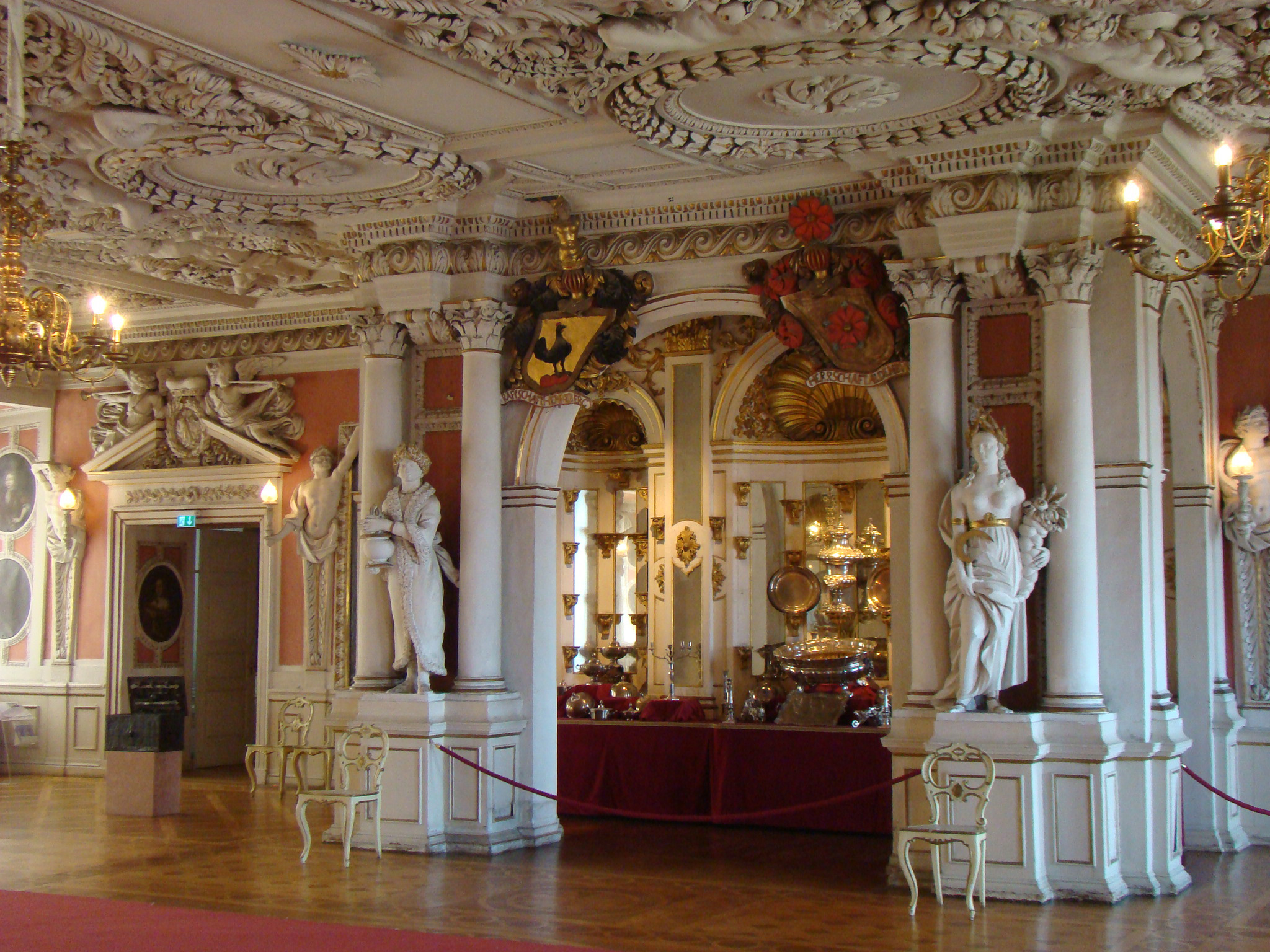
Большой парадный зал
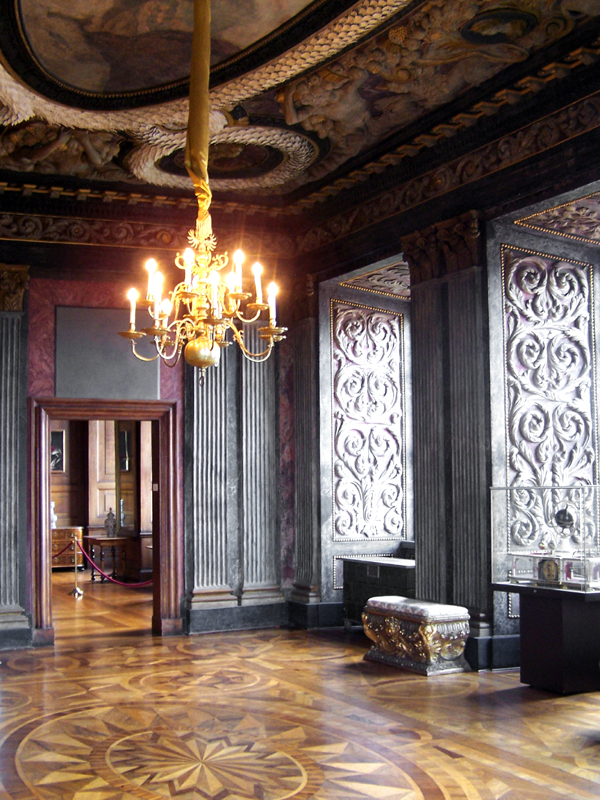
Тронный зал
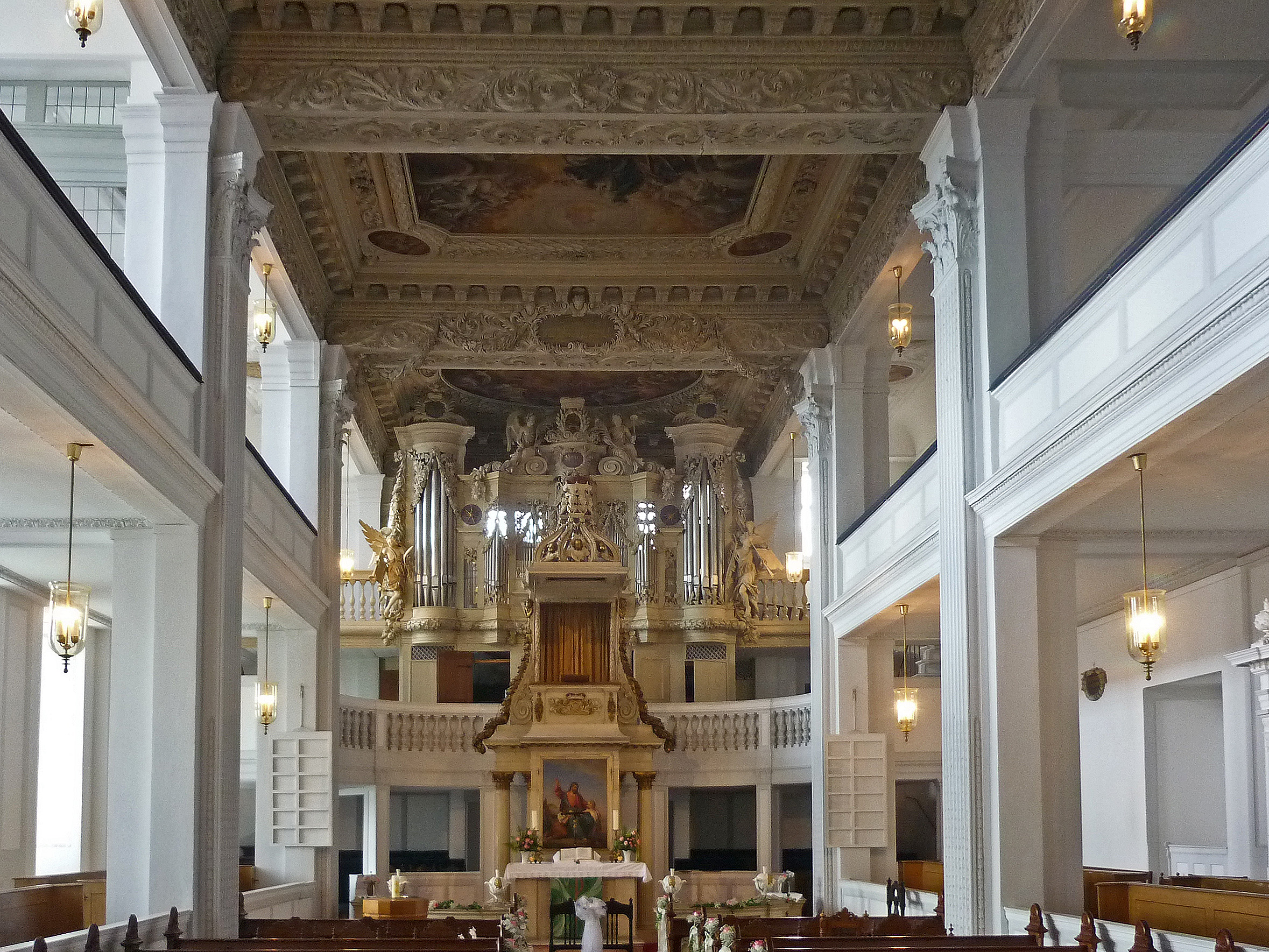
Придворная церковь
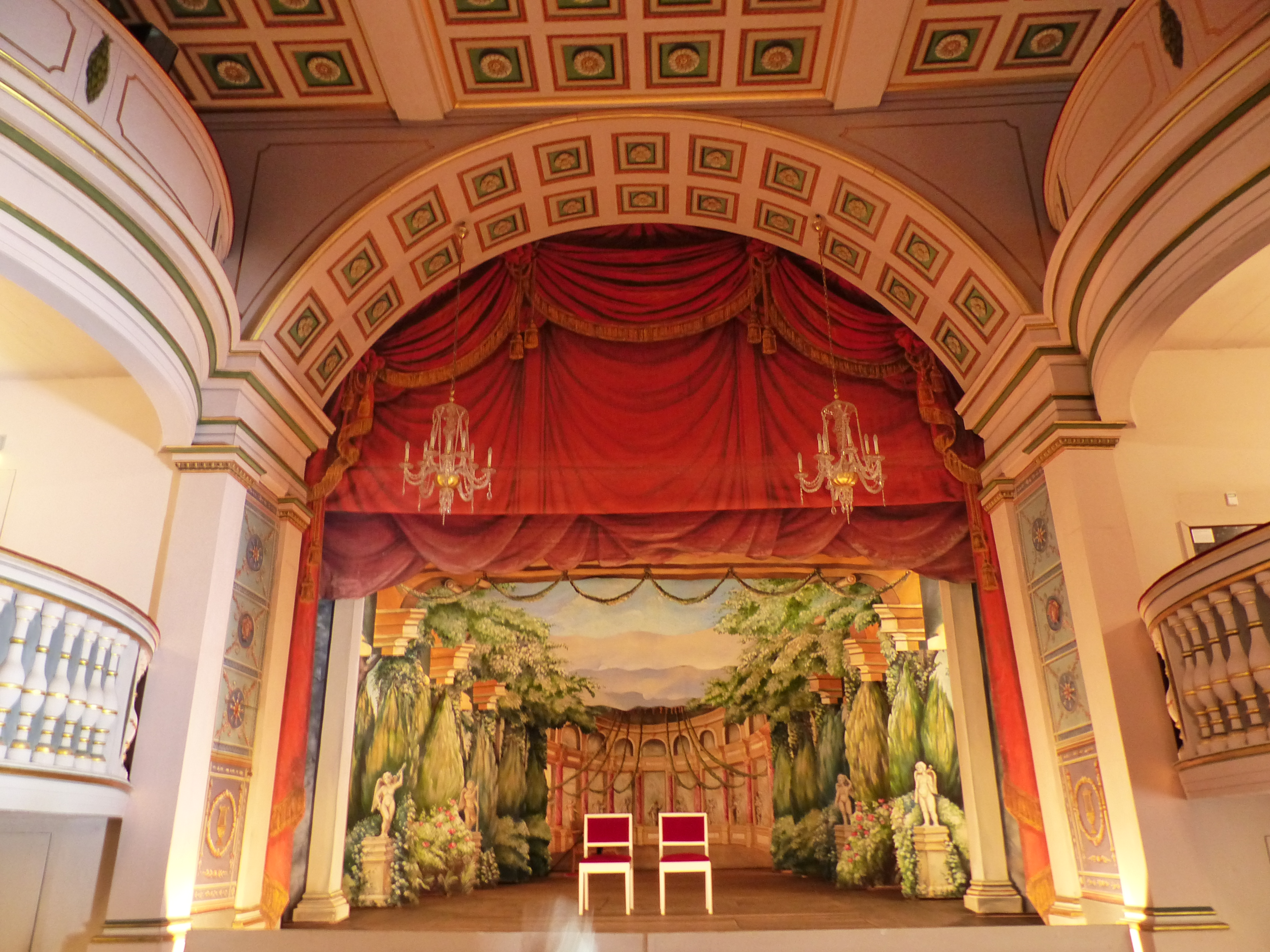
Сцена придворного театра
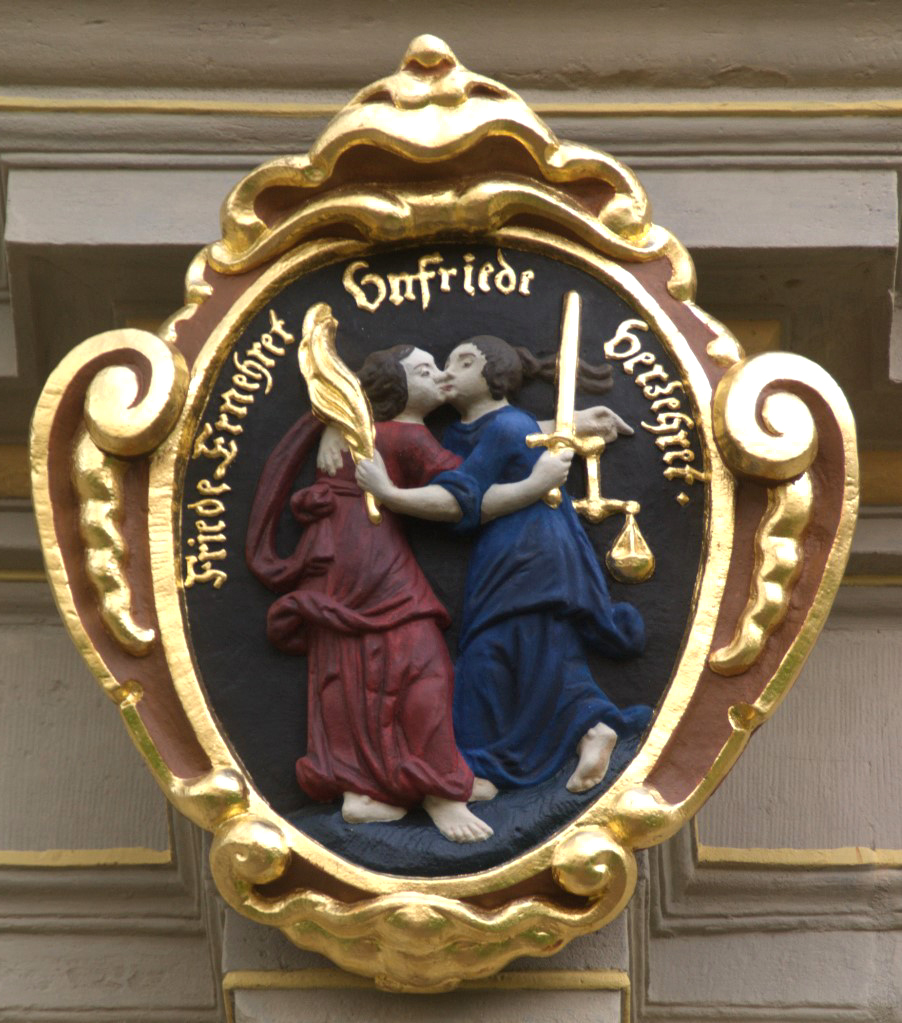
Символ мира
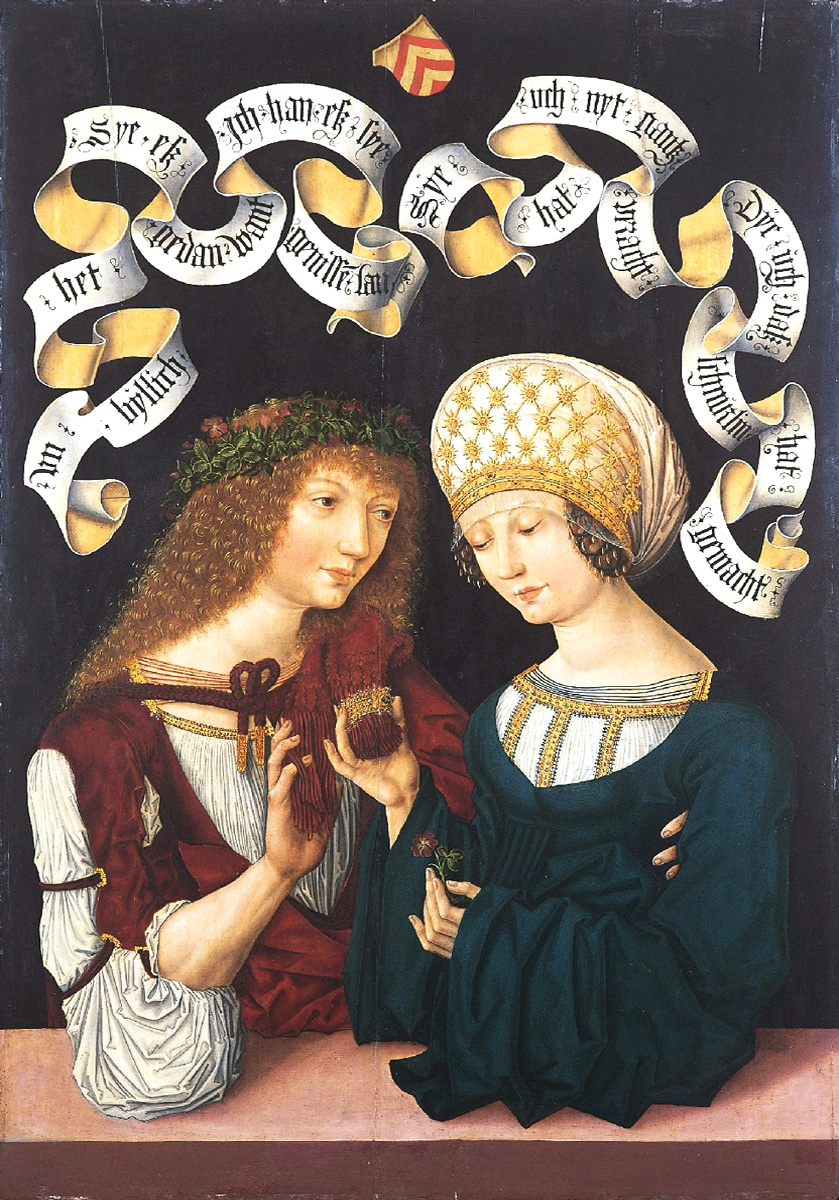
Влюблённые из Готы (неизвестный автор, ок. 1480)